# Kanton Loulay
Kanton Loulay (fr. Canton de Loulay) je francouzský kanton v departementu Charente-Maritime v regionu Poitou-Charentes. Skládá se z 15 obcí.

## Obce kantonu
- Bernay-Saint-Martin
- Coivert
- Courant
- La Croix-Comtesse
- Dœuil-sur-le-Mignon
- La Jarrie-Audouin
- Loulay
- Lozay
- Migré
- Saint-Félix
- Saint-Martial
- Saint-Pierre-de-l'Île
- Saint-Séverin-sur-Boutonne
- Vergné
- Villeneuve-la-Comtesse